# کاستلی (آبروتسو)
کاستلی (آبروتسو) (به ایتالیایی: Castelli, Abruzzo) یک کومونه در ایتالیا است که در استان تیرامو واقع شده‌است.

## خصوصیات
کاستلی ۴۹ کیلومترمربع مساحت و ۱٬۲۵۷ نفر جمعیت دارد و ۴۹۷ متر بالاتر از سطح دریا واقع شده‌است.